# Фісенко Валерій Якович
Валерій Якович Фісенко (рос. Валерий Яковлевич Фисенко; нар. 1 січня 1942, Таганрог, Ростовська область, РРФСР — пом. 21 травня 1984, Таганрог, Ростовська область, РРФСР) — радянський футболіст та тренер, виступав на позиції захисника. Майстер спорту СРСР (1982).

## Життєпис
На дорослому рівні розпочав виступати 1960 року в таганрозькому «Торпедо» в класі «Б», провів у команді два сезони.
У 1962 році перейшов у ростовський СКА. У перших трьох сезонах виступав виключно за дубль. В основному складі армійців дебютував 2 травня 1965 року в матчі проти мінського «Динамо». Єдиним голом на найвищому рівні відзначився 3 жовтня 1965 року в воротах московського «Спартака». Всього у складі ростовського клубу в 1965-1966 роках зіграв у вищій лізі 22 матчі та відзначився одним голом.
У 1967 році перейшов до складу дебютанта вищої ліги луганської «Зорі». Свій перший матч за клуб провів 7 квітня 1967 року проти московського «Динамо». Зігравши дев'ять матчів у квітні-червні 1967 року, втратив місце в складі, але числився в команді до 1968 року. Потім виступав за клуби Луганської області — «Хімік» (Сєвєродонецьк) та «Комунарець» (Комунарськ).
У 1971-1972 роках працював тренером-селекціонером «Зорі», потім до 1976 року — тренером у Луганському спортінтернаті. У 1977 році повернувся до Таганрога і став головним тренером «Торпедо», але відпрацював тільки перше коло. На початку 1980-х років працював у таганрозькому клубі тренером, а в липні 1983 року призначений головним тренером та залишався на цій посаді до кінця життя.
Раптово помер 21 травня 1984 року у віці 42-х років.

## Стиль гри
|                             | Високий, потужний гравець, добре грає головою і доволі технічний для своїх габаритів. Жорсткий, дисциплінований, непоступливий захисник. |
| — Сайт «Луганськ. Наш край» | |